# 乳房山
乳房山（ちぶさやま）は、東京都小笠原村の母島中央部にある標高462.6 mの山。しま山100選選定。小笠原諸島の有人島の最高峰（無人島を含めると標高916 mの南硫黄島が最高峰）であり、山頂からは母島諸島、遠方に父島諸島が見える。母島一帯は小笠原国立公園に指定されている。
第二次世界大戦でアメリカ軍が不要弾を投下した爆発跡や、塹壕跡などが見られる。山頂からの初日の出は、一般人が立ち入り可能な場所としては日本で最も早い時間に見ることができる。

## 生物相
シマオオタニワタリ（島大谷渡、学名：Asplenium nidus L.）、セキモンウライソウ（石門烏來麻、学名：Procris boninensis 母島固有種）、セキモンノキ（石門の木、学名：Claoxylon centinarium 小笠原固有種）、オガサワラグワ（小笠原桑、学名：Morus boninensis Koidz. 小笠原固有の高木種）、コブガシ、ウドノキ、マルハチ、ガジュマル、タコノキ、ムニンシュスラン、オガサワラビロウ、テリハボク、オガサワラシジミ、オガサワラオカモノアラガイ（今では母島にのみ残存する小笠原固有種。貝殻が小さく退化しており、体のほうが大きいため殻からはみ出してしまっているのが際立った特徴）、オガサワラトカゲ、アカガシラカラスバト、オガサワラノスリなどが見られる。
侵略的外来種としては、第二次世界大戦前に植林されて薪などに利用されていたものの、需要がなくなった後、侵略的増殖をしてしまっている高木種のアカギを始めとして、イエシロアリ、アフリカマイマイ、グリーンアノール（原産地はカリブ海周辺地域で、グアム島を経由して小笠原へ侵入した種）、野生化したヤギ、野生化したイエネコなどが問題となっている。アカギは、伐採してもわずかな切り株から芽を出して再生・繁茂する。以前は小笠原固有の高木種であるオガサワラグワを主としていた森も、今ではそれらが駆逐されて、アカギばかりが目立つ森が形成されている。

## 登山
島内の元地集落から、上記の爆発跡、山頂、剣先山（標高245 m）を経由して一周する登山ルートがあるが、2019年に確認された斜面崩落により、同年7月から山頂東側のルートが一部通行止めになっているため、爆発跡を経由する西側のルートを往復する形式のみとなっている。周回する場合の所要時間は、集落から登山口まで10分、登山道一周が約4時間である。
外来生物の侵入を防ぐため、登山口にはマットと酢酸スプレーが備え付けられており、登山者はマットで靴底の土を落としスプレーで消毒を行うことが求められている。また、事前に母島観光協会で申し込みをしたうえで登頂した登山者には、観光協会より登頂記念証が有料で発行される。

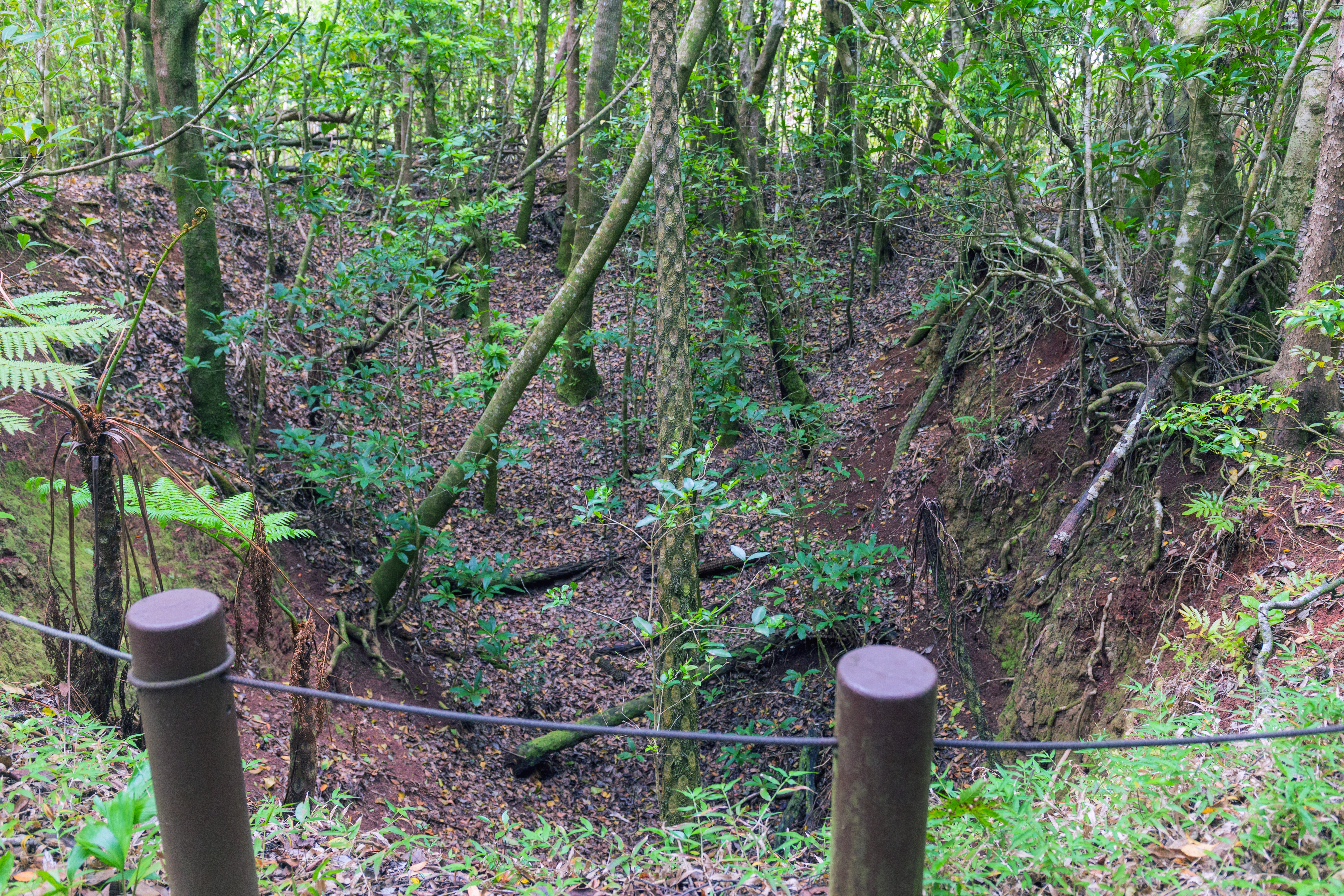
米軍が投下した不要弾の爆発跡
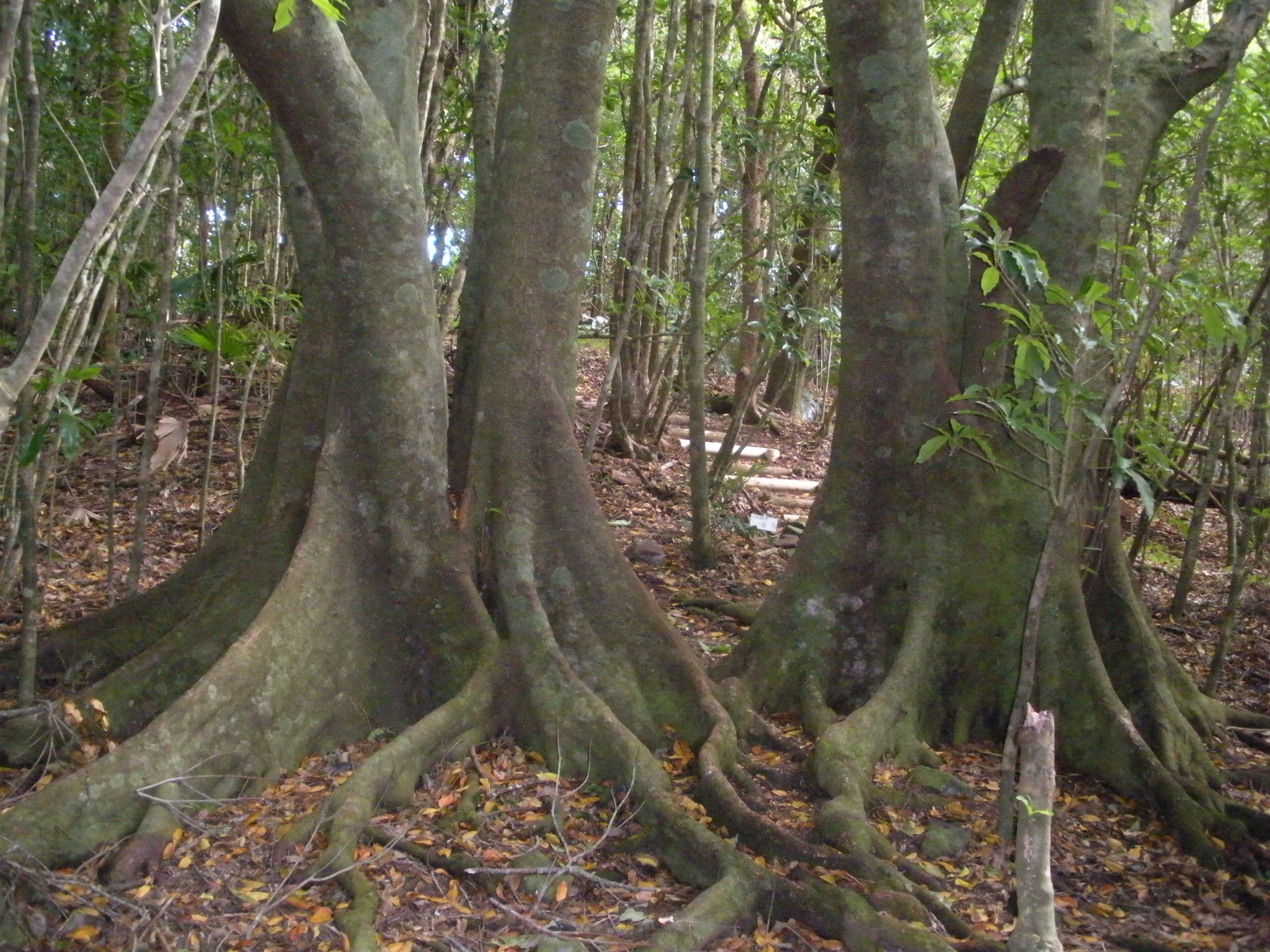
登山道で見られる小笠原固有種のシマホルトノキ
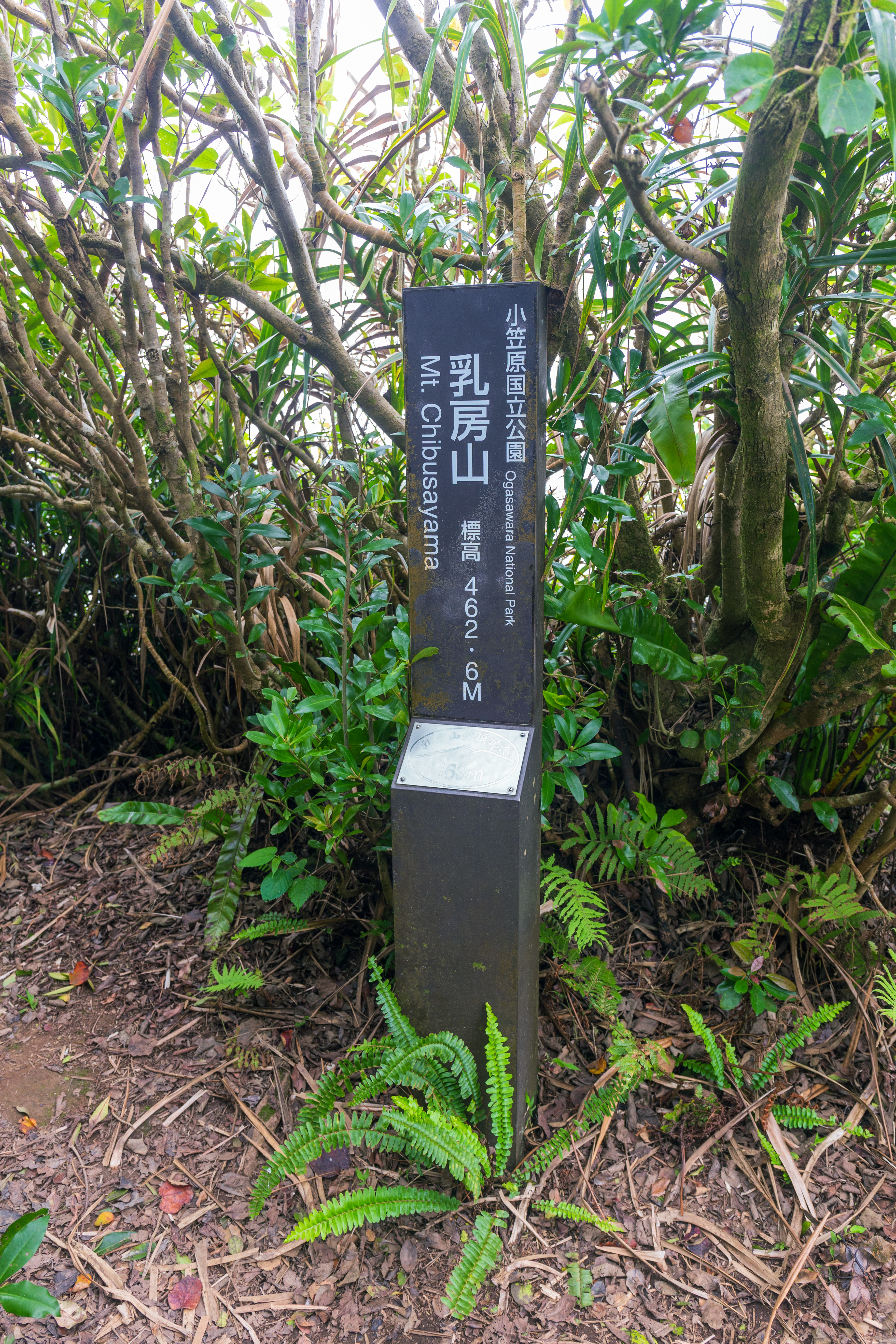
山頂